# Équipe de Russie de hockey sur glace
Cet article traite de l'équipe masculine. Pour l'équipe féminine, voir Équipe de Russie féminine de hockey sur glace.
L'équipe de Russie de hockey sur glace regroupe la sélection des meilleurs joueurs russes de hockey sur glace lors des compétitions internationales. Elle est sous la tutelle de la Fédération de Russie de hockey sur glace (ou en russe Федерация хоккея России, également abrégé par le sigle ФХР (FHR)).

## Historique
L'équipe est créée à la suite de la dissolution de l'URSS. Elle succède ainsi à l'équipe unifiée qui a remplacé temporairement l'équipe d'URSS en 1992 pour participer aux Jeux olympiques.

### Succès immédiat
En 1993, l'équipe dirigée par Boris Mikhailov prend part officiellement à son premier championnat du monde après la dissolution de l'URSS. Après avoir concédé deux défaites et un match nul en cinq matchs pendant la première phase, l'équipe de Russie remporte son quart-de-finale 3-1 contre l'Allemagne. En demi-finale, les Russes retrouvent les Canadiens par qui ils ont été battus 3-1 au cours de la phase de poule. Le Canada s'impose en début de match et mène à nouveau 3-1 après 22 minutes de jeu mais l'équipe russe revient dans le match et inverse la tendance en marquant quatre buts consécutifs pour terminer la deuxième période sur le score de 5-3. Elle marque à nouveau deux buts dans la dernière période et s'impose 7-4 et se qualifie ainsi pour la finale où elle rencontre la Suède. Après les deux premières périodes, les Russes mènent 3-0 et ils remportent finalement le titre et la médaille d'or pour leur première compétition officielle. Andreï Khomoutov termine deuxième pointeur derrière le Canadien Eric Lindros, Dmitri Iouchkevitch est élu meilleur défenseur du tournoi et Ilia Biakine fait partie de l'équipe type du tournoi. À la suite de cette victoire, la première session d'intronisation du temple de la renommée du hockey russe est composée de tous les membres de cette équipe, exception faite des sept joueurs et de l'entraîneur déjà membres du temple de la renommée du hockey de l'URSS,.
| Gardiens   | Maksim Mikhaïlovski, Andreï Trefilov, Andreï Zouïev |
| Défenseurs | Ilia Biakine, Sergueï Chendelev, Dmitri Frolov, Dmitri Iouchkevitch, Aleksandr Karpovtsev, Andreï Sapojnikov, Aleksandr Smirnov, Sergueï Sorokine                                                                        |
| Attaquants | Konstantin Astrakhantsev, Viatcheslav Boutsaïev, Viatcheslav Bykov, Alekseï Iachine, Ian Kaminski, Valeri Karpov, Andreï Khomoutov, Andreï Nikolichine, Sergueï Petrenko, Sergueï Pouchkov, Guerman Titov, Igor Varitski |
| Entraîneur | Boris Mikhaïlov |

### Des années sans médaille
En 1994, pour les premiers jeux olympiques de leur histoire, les Russes terminent à la quatrième et dernière place qualificative de leur groupe en ayant notamment perdu contre l'Allemagne. Ils remportent leur quart-de-finale en prolongation contre les Slovaques mais doivent s'incliner en demi-finale contre les Suédois. Lors du match pour la médaille de bronze contre la Finlande, ils ne parviennent pas à tromper le gardien adverse et sont battus 0-4, terminant ainsi au pied du podium. Lors du championnat du monde de la même année, ils terminent deuxièmes de leur groupe derrière les Canadiens mais s'inclinent en quart de finale contre les États-Unis 1-3 et se classent finalement cinquièmes ; Valeri Kamenski termine meilleur pointeur de l'équipe et quatrième de la compétition.
En 1995, bien qu'ayant remporté le groupe lors de la phase de poule, les Russes à nouveau sont éliminés en quart de finale, cette fois-ci par la République tchèque et terminent encore une fois à la 5e place. En 1996, ils échouent au pied du podium ; ils sont éliminés en demi-finale par le Canada lors de la séance des tirs de fusillade alors qu'ils menaient 2-0 après la première période puis perdent également en prolongation lors du match pour la troisième place contre l'équipe américaine après avoir encore mené 2-0 après 20 minutes de jeu. Alekseï Jitnik est nommé meilleur défenseur du tournoi et sélectionné dans l'équipe type. En 1997, Valentin Sych, président de la fédération russe de hockey sur glace, est assassiné peu de temps après avoir dénoncé l'implication de la mafia russe dans le hockey. Les Russes débutent le championnat du monde quatre jours plus tard par un match nul contre la Slovaquie avant de battre successivement l'Allemagne, la France et la République tchèque puis de perdre contre la Finlande. Lors de la phase finale, le règlement du championnat change et seules les deux meilleures équipes de la poule finale se disputent la médaille d'or. La Russie se classe troisième et affronte la République tchèque pour l'obtention de la médaille de bronze. Les Tchèques remportent le match 4-3 et les Russes terminent à la 4e place pour la seconde année consécutive.

### Première médaille olympique

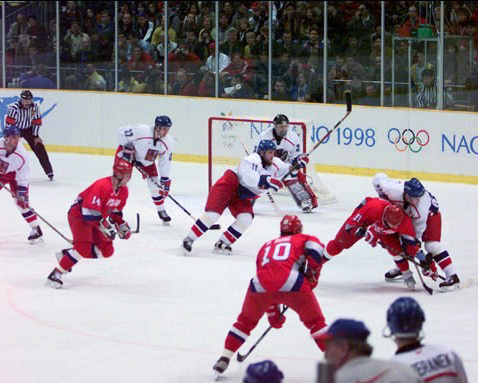
Finale olympique en 1998 contre la République tchèque.

En février 1998, les joueurs de hockey professionnels de la Ligue nationale de hockey participent pour la première fois aux Jeux olympiques d'hiver qui se déroulent à Nagano au Japon. L'équipe de Russie, entraînée par Vladimir Iourzinov, est composée uniquement de joueurs de la LNH exception faite du troisième gardien, Oleg Chevtsov, qui évolue au sein du Severstal Tcherepovets dans la Superliga russe. Les Russes remportent leur groupe lors de la phase finale en battant successivement le Kazakhstan 9-2, la Finlande 4-3 et la République tchèque 2-1. En quart de finale, ils éliminent la Biélorussie 4-1 et retrouvent la Finlande en demi-finale. Après un coup du chapeau de Pavel Boure, l'équipe russe mène 3-0 en tout début de deuxième tiers-temps avant de se faire rejoindre par les Finlandais. Après avoir repris l'avantage puis s'être fait à nouveau rejoindre au score, les Russes emportent définitivement la victoire grâce à 3 buts supplémentaires dont deux sont encore marqués par Boure. Cependant, en finale, ils ne parviennent pas à tromper le gardien tchèque Dominik Hašek, qui est ensuite élu meilleur gardien du tournoi, et perdent le match sur le plus petit score 0-1. Pavel Boure termine troisième pointeur derrière les Finlandais Teemu Selänne et Saku Koivu, meilleur buteur avec 9 buts marqués en 6 matchs et est élu meilleur attaquant du tournoi.

### Deuxième médaille olympique
Après trois championnats du monde à nouveau sans médaille dont une très modeste 11e place en 2000 alors qu'elle n'avait jamais quitté les cinq premières places depuis sa création, l'équipe nationale russe se présente aux Jeux olympiques de 2002 avec une formation qui, pour la première fois de son histoire, est uniquement composée de joueurs de la LNH. Viatcheslav Fetissov, un des joueurs russes pionniers de l'aventure dans la LNH, en est le manager général.
Lors de ce tournoi olympique, les six meilleures équipes mondiales dont la Russie fait partie, sont directement qualifiées pour la phase finale. Dans son groupe, elle retrouve les États-Unis, la Finlande et la Biélorussie qui s'est qualifiée lors du tournoi préliminaire. Après avoir battu les Biélorusses 6-4 et avoir concédé le match nul aux Américains 2-2, les Russes perdent contre les Finlandais 1-3 et terminent à la troisième place du groupe. En quart de finale, ils retrouvent les Tchèques et Dominik Hašek qui ont fini deuxièmes de leur groupe derrière la Suède. Ce match est aussi serré que la finale de 1998 et c'est sur le même score, 1-0, qu'il se termine, cette fois-ci en faveur des Russes. Le gardien de but Nikolaï Khabibouline, qui avait encaissé 9 buts en 3 matchs, réussi un blanchissage qui permet à son équipe de se qualifier pour les demi-finales. Confrontés aux Américains, les Russes sont menés 0-3 après deux périodes et ne peuvent inscrire que deux buts insuffisants pour pouvoir prétendre à disputer la finale olympique contre le Canada. Le match pour la médaille de bronze se joue contre la Biélorussie du gardien Andreï Mezine qui a étonnamment éliminé la Suède lors des quarts de finale. Bien que les Biélorusses se défendent en début de match en égalisant à deux reprises, la Russie finit par s'imposer nettement 7-2 pour remporter la médaille de bronze. À titre individuel, Nikolaï Khabibouline est élu meilleur gardien du tournoi.
Cette même année et après 9 ans de disette, l'équipe de Russie renoue avec le podium du championnat du monde en remportant la médaille d'argent. C'est une année faste pour les équipes russes puisque, outre ces deux médailles, l'équipe des moins de 20 ans remporte la médaille d'or du championnat du monde junior et l'équipe des moins de 18 ans d'Aleksandr Ovetchkine la médaille d'argent.

### Vers la première place mondiale
Après cette année 2002, les Russes ne terminent qu'à la 7e place du championnat du monde en 2003 puis à la 10e en 2004, pire classement de l'histoire la sélection russe après la 11e place de 2000. En 2005, ils sont éliminés en demi-finale par les futurs champions du monde canadiens mais battent ensuite les Suédois pour remporter la médaille de bronze et Alekseï Kovaliov est élu meilleur attaquant du tournoi. Le championnat du monde 2006 se conclut seulement par une 5e place pour l'équipe russe mais Aleksandr Ovetchkine fait partie de l'équipe type du tournoi. L'année suivante, Viatcheslav Bykov a succédé à Vladimir Krikounov à la tête de la sélection. Il est assisté d'Igor Zakharkine. Les Russes sont à nouveau éliminés en demi-finale, cette fois-ci par les Finlandais. Ce match, perdu en prolongation, est le seul match que les Russes ne gagnent pas lors de la compétition. L'histoire se répète ensuite lorsqu'ils battent encore une fois les Suédois pour gagner la médaille de bronze.  Lors de ce tournoi, Alekseï Morozov termine meilleur buteur, Sergueï Zinoviev termine meilleur passeur mais ils sont tous deux devancés par le Suédois Johan Davidsson pour le titre de meilleur pointeur du championnat. Dans l'équipe type du tournoi, on retrouve trois joueurs russes : Andreï Markov qui est aussi sacré meilleur défenseur, Alekseï Morozov qui s'adjuge le titre de meilleur attaquant et enfin Ievgueni Malkine. Comme en 2002, les équipes de jeunes se distinguent également en 2007 avec des médailles d'argent et d'or pour les moins de 20 ans et les moins de 18 ans.

### Deuxième médaille d'or aux mondiaux
Lors du championnat du monde 2008, disputé au Canada, la Russie débute par une victoire facile 7-1 contre l’Italie avant de rencontrer deux jours plus tard la République tchèque. Les Russes marquent rapidement les premiers mais les Tchèques reviennent au score lors d’une supériorité numérique avant de prendre l’avantage, à nouveau en supériorité. Les Russes marquent ensuite deux fois, également en supériorité avant que les Tchèques ne reviennent à nouveau au score et reprennent l’avantage, là aussi à chaque fois en supériorité numérique puis les Russes égalisent, toujours au cours d’un avantage numérique. La victoire se décide lors de la 64e minute en prolongation et ce sont les Russes qui s’imposent sur un but du capitaine Alekseï Morozov. La Russie bat ensuite le Danemark pour s’adjuger la première place du groupe et commencer la deuxième phase avec un capital de 5 points.
Lors de ce deuxième tour, les Russes sont tout d’abord confrontés aux Biélorusses et le match débute mal puisqu’ils sont menés 2-0 après à peine 12 minutes de jeu. Mais ils se reprennent et marquent 3 buts consécutifs pour mener 3-2 à moins de 7 minutes de la fin du temps réglementaire avant que les Biélorusses n’égalisent pour amener le match en prolongation. Celle-ci ne donne rien et le match se décide en tirs de fusillade. Alors que les Biélorusses ratent 2 de leurs 3 tentatives, Sergueï Moziakine et Morozov réussissent chacun la leur pour donner une nouvelle victoire à la Russie. Le deuxième match est disputé contre les Suédois. Alors que ceux-ci mènent 1-0, Douglas Murray charge dans le dos Alekseï Morozov qui reste à terre. Une bagarre générale éclate alors à l’issue de laquelle Ilia Kovaltchouk et Anton Strålman qui se sont battus sont exclus ainsi que Murray ; Morozov, quant à lui, sort définitivement sur blessure. Avec deux défenseurs en moins d’un côté et deux attaquants de la première ligne d’attaque de l’autre, ce sont les Russes qui s’en sortent le mieux et remportent le match grâce à un but de Aleksandr Ovetchkine à 6 secondes de la fin du match. Pour le dernier match de cette deuxième phase, les Russes sont confrontés aux Suisses. Les deux équipes sont déjà qualifiées et le vainqueur est assuré de remporter le groupe. La Russie, malgré l’absence de Morozov toujours blessé, remporte le match 5-3 après avoir mené 4-0 au bout de 30 minutes de jeu et la Suisse termine ainsi à la 4e place.
Le règlement du championnat du monde est fait de telle sorte que les équipes d’un même groupe se rencontrent en quart de finale en fonction du classement de la deuxième phase. Les Russes, premiers, affrontent alors les Suisses qu’ils ont battus relativement facilement deux jours plus tôt. Le match débute de manière parfaite pour la Russie qui marque après un peu plus d’une minute de jeu, puis une minute plus tard et ajoute un troisième but après à peine sept minutes de jeu. Ils rajoutent ensuite trois nouveaux buts en deuxième période et Ievgueni Nabokov, qui ne doit sa présence dans le tournoi qu’à la blessure de Aleksandr Ieriomenko obtient un blanchissage pour une victoire 6-0 qui qualifie la Russie pour la demi-finale. Seule ombre au tableau, Kovaltchouk est expulsé pour la deuxième fois du championnat et est suspendu pour le match suivant.

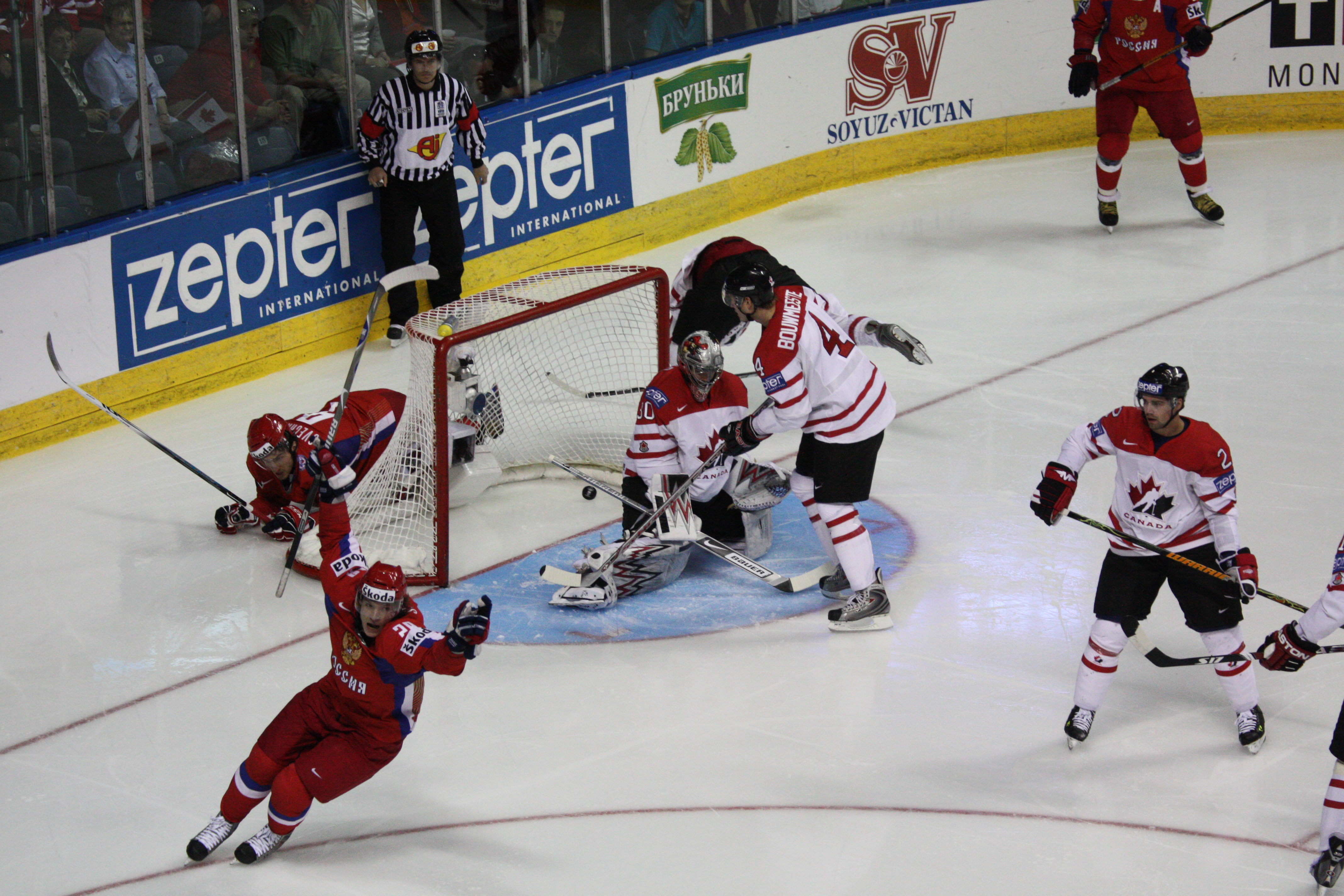
But d'Aleksandr Siomine lors de la finale du mondial 2008.

Lors de la demi-finale, la Russie affronte la Finlande qui a éliminé les États-Unis au tour précédent. Tout comme contre la Suisse, Nabokov repousse toutes les tentatives adverses pour son deuxième blanchissage consécutif. Les Russes battent les Finlandais 4-0 se qualifient pour la finale contre l’hôte canadien qui a remporté tous ses matchs dans le temps réglementaire. 
La Russie, qui enregistre le retour de Kovaltchouk, débute comme contre la Suisse en quart de finale avec un but marqué après un peu plus d’une minute de jeu. Mais les Canadiens répliquent deux minutes plus tard et égalisent puis marquent deux nouveaux buts pour porter la marque à 3-1 après 15 minutes de jeu. En début de deuxième tiers-temps, les Russes réduisent l'écart mais le Canada réplique à nouveau et reprend deux buts d’avance par Dany Heatley qui marque là son 8e but et son 20e point en neuf matchs. Après quarante-huit minutes de jeu, l’espoir renaît chez les Russes qui réduisent l'écart par Alekseï Terechtchenko. Il reste un peu plus de cinq minutes à jouer quand Kovaltchouk marque son premier but du tournoi et permet à la Russie d’égaliser et d'amener le match en prolongation. Au cours de celle-ci, le Canadien Rick Nash est pénalisé pour avoir lancé la rondelle en dehors du champ de jeu. L’entraîneur russe, Viatcheslav Bykov, met alors quatre attaquants pour faire face aux trois joueurs canadiens et profiter de cet avantage numérique en alignant Kovaltchouk, Fiodorov, Ovetchkine et Siomine. Sur un engagement gagné par Fiodorov, Kovaltchouk tire et marque le but du sacre mondial pour la Russie.
La Russie termine ce championnat du monde en étant invaincue et en remportant sa deuxième médaille d’or 15 ans après celle de 1993. À titre individuel, Nabokov, qui ne devait pas jouer le tournoi, est élu meilleur gardien et il est sélectionné dans l’équipe type en compagnie de Aleksandr Ovetchkine.

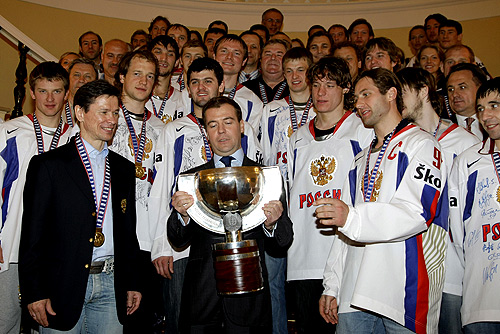
L'effectif 2008 avec Dmitri Medvedev.

| Gardiens    | Mikhaïl Birioukov, Aleksandr Ieriomenko, Ievgueni Nabokov |
| Défenseurs  | Dmitri Kalinine, Denis Grebechkov, Konstantin Korneïev, Andreï Markov, Daniil Markov, Vitali Prochkine, Ilia Nikouline, Fiodor Tioutine, Dmitri Vorobiov                                                                                                  |
| Attaquants  | Maksim Afinoguenov, Sergueï Fiodorov, Konstantin Gorovikov, Ilia Kovaltchouk, Alekseï Morozov, Aleksandr Ovetchkine, Aleksandr Radoulov, Aleksandr Siomine, Maksim Souchinski, Alekseï Terechtchenko, Sergueï Moziakine, Danis Zaripov, Sergueï Zinoviev. |
| Entraîneurs | Viatcheslav Bykov, Igor Zakharkine |

### Troisième titre mondial
En 2009, l'équipe nationale russe fait partie des favoris à sa succession et ainsi conserver son titre acquis l'année précédente. Lors de la première phase, elle est confrontée tout d'abord aux Allemands puis aux Français qui n'opposent qu'une faible résistance et qu'elle bat respectivement 5-0 et 7-2. Le match suivant, joué contre la Suisse est plus disputé ; les Russes ouvrent la marque mais les Suisses égalisent puis prennent l'avantage sur deux supériorités numérique pour rejoindre les vestiaires avec un but d'avance. Mais la Russie égalise au milieu de la deuxième période puis prend l'avantage lors du troisième tiers-temps et clore la marque à 4-2 alors que les Suisses ont sorti leur gardien pour essayer d'égaliser.
Les Russes abordent la deuxième phase avec un capital de 6 points avant d'affronter la Suède, les États-Unis et la Lettonie. Le premier match disputé contre les Suédois est très serré. Ce sont les Suédois qui ouvrent le score, mais les Russes égalisent puis prennent l'avantage avant de se faire rejoindre peu avant la fin du premier tiers-temps. Au cours de la deuxième période, les Suédois reprennent la tête mais sont de nouveau rejoints moins de quatre minutes plus tard. Lors de la dernière période, le match est toujours aussi serré : ce sont d'abord les Suédois qui marquent mais les Russes reviennent à nouveau avant de prendre l'avantage en supériorité numérique. À une minute trente de la fin du match, alors que son équipe est menée 4-5, l'entraîneur suédois, Bengt-Åke Gustafsson décide de sortir son gardien pour tenter d'égaliser grâce à un attaquant supplémentaire. La tactique fonctionne et Kristian Huselius permet à son équipe de disputer la prolongation en égalisant à une minute quatorze de la fin du temps réglementaire.
Mais ce sont les Russes qui parviennent à marquer après un peu plus de 4 minutes de jeu et à remporter le match.
Le match suivant est joué contre les États-Unis qui sont les premiers à marquer mais la Russie profite de deux avantages numériques pour recoller au score puis prendre l'avantage après moins de dix minutes de jeu. Après un troisième but en première période puis un autre but en avantage numérique, les Russes remportent le match 4-1. Le dernier match de cette deuxième phase est une formalité pour les Russes qui surclassent les Lettons 6-1 et se qualifient à la première place du groupe pour les quarts de finale.
Les Biélorusses qui ont terminé quatrièmes du deuxième groupe leur sont opposés à ce stade de la compétition. Le premier tiers-temps s'achève sur le score vierge de 0-0. Les Biélorusses qui avaient poussé les Russes aux tirs de fusillade l'année précédente ouvrent le score en supériorité numérique mais la Russie égalise 3 minutes plus tard. Les Biélorusses reprennent ensuite l'avantage avant que Vitali Atiouchov puis Aleksandr Frolov ne marquent deux buts en 23 secondes pour donner l'avantage à la Russie. Mais deux pénalités consécutives de Kovaltchouk et Dmitri Kalinine permettent aux Biélorusses, en double avantage numérique, d'égaliser juste avant la fin du deuxième tiers-temps. En troisième période, Kovaltchouk parvient à marquer le quatrième but de son équipe qui qualifie la Russie pour la demi-finale.
Pour ce match, les Russes retrouvent les Américains qu'ils ont facilement battus précédemment. Tout comme les Biélorusses, ces derniers parviennent à terminer la première période sur le score de 0-0 puis à prendre l'avantage au début du deuxième tiers-temps. Mais Kovaltchouk égalise puis permet à la Russie de prendre l'avantage sur un tir dévié par Frolov. Personne ne parvient à marquer en troisième période avant que l'Américain T. J. Oshie ne soit pénalisé à 3 minutes 30 de la fin du match ; les Russes profitent alors de cette supériorité numérique pour marquer le but de la victoire à moins de deux minutes de la fin du temps réglementaire.
La Russie retrouve en finale le Canada pour la deuxième année consécutive. Jason Spezza ouvre le score pour le Canada après seulement six minutes de jeu puis les Russes égalisent en avantage numérique pour retourner aux vestiaires sur le score de 1-1. En deuxième période, le Canada domine au nombre de tirs vers le but adverse avec seize tentatives contre seulement cinq aux Russes qui sont cependant les seuls à marquer grâce à Aleksandr Radoulov. La troisième période est elle aussi dominée par les Canadiens qui tirent onze fois au but contre quatre aux Russes mais Ilia Bryzgalov ne laisse rien passer et les Russes remportent leur deuxième titre consécutif, le troisième de l'ère post-soviétique.
À titre individuel, Kovaltchouk est désigné meilleur joueur du tournoi et sélectionné dans l'équipe type de ce championnat du monde.
| Gardiens    | Ilia Bryzgalov, Aleksandr Ieriomenko, Vassili Kochetchkine |
| Défenseurs  | Vitali Atiouchov, Denis Grebechkov, Dmitri Kalinine, Konstantin Korneïev, Vitali Prochkine, Ilia Nikouline, Oleg Tverdovski, Vitali Vichnevski, Anton Voltchenkov                                                                                |
| Attaquants  | Aleksandr Frolov, Konstantin Gorovikov, Nikolaï Jerdev, Anton Kourianov, Ilia Kovaltchouk, Alekseï Morozov, Sergueï Moziakine, Aleksandr Perejoguine, Aleksandr Radoulov, Oleg Saprykine, Alekseï Terechtchenko, Danis Zaripov, Sergueï Zinoviev |
| Entraîneurs | Viatcheslav Bykov, Igor Zakharkine |

### Quatrième titre mondial
| Gardiens   | Konstantin Barouline, Mikhaïl Birioukov, Semion Varlamov |
| Défenseurs | Ievgueni Birioukov, Denis Denissov, Alekseï Iemeline, Dmitri Kalinine (A), Ievgueni Medvedev, Nikita Nikitine, Ilia Nikouline (C), Ievgueni Riassenski. |
| Attaquants | Pavel Datsiouk, Ievgueni Ketov, Denis Kokarev, Nikolaï Kouliomine, Ievgueni Kouznetsov, Ievgueni Malkine, Aleksandr Ovetchkine, Aleksandr Perejoguine, Aleksandr Popov, Sergueï Chirokov, Aleksandr Siomine, Aleksandr Svitov (A), Alekseï Terechtchenko (A), Nikolaï Jerdev |
| Entraîneur | Zinetoula Bilialetdinov |

## Effectif
| No    | Nom                   | Position       | Club                    |
| ----- | --------------------- | -------------- | ----------------------- |
| +031, | Aleksandr Samonov     | Gardien de but | SKA Saint-Pétersbourg   |
| +082, | Timour Bilialov       | Gardien de but | Ak Bars Kazan           |
| +028, | Ivan Fedotov          | Gardien de but | HK CSKA Moscou          |
| +072, | Artiom Minouline      | Défenseur      | Metallourg Magnitogorsk |
| +044, | Iegor Iakovlev - A    | Défenseur      | Metallourg Magnitogorsk |
| +004, | Aleksandr Ielessine   | Défenseur      | Lokomotiv Iaroslavl     |
| +027, | Viatcheslav Voïnov    | Défenseur      | HK Dinamo Moscou        |
| +057, | Aleksandr Nikichine   | Défenseur      | HK Spartak Moscou       |
| +043, | Damir Charipzianov    | Défenseur      | Avangard Omsk           |
| +089, | Nikita Nesterov - A   | Défenseur      | HK CSKA Moscou          |
| +007, | Sergueï Teleguine     | Défenseur      | Traktor Tcheliabinsk    |
| +010, | Dmitri Voronkov       | Attaquant      | Ak Bars Kazan           |
| +097, | Nikita Goussev        | Attaquant      | HK CSKA Moscou          |
| +015, | Pavel Karnaoukhov     | Attaquant      | HK CSKA Moscou          |
| +016, | Sergueï Plotnikov     | Attaquant      | HK CSKA Moscou          |
| +025, | Mikhaïl Grigorenko    | Attaquant      | HK CSKA Moscou          |
| +055, | Vladimir Tkatchiov    | Attaquant      | Traktor Tcheliabinsk    |
| +058, | Anton Slepychev - A   | Attaquant      | HK CSKA Moscou          |
| +098, | Stanislav Galiev      | Attaquant      | HK Dinamo Moscou        |
| +011, | Sergueï Andronov - A  | Attaquant      | HK CSKA Moscou          |
| +087, | Vadim Chipatchiov - C | Attaquant      | HK Dinamo Moscou        |
| +094, | Kirill Semionov       | Attaquant      | Avangard Omsk           |
| +081, | Arseni Gritsiouk      | Attaquant      | Avangard Omsk           |
| +076, | Andreï Tchibissov     | Attaquant      | Metallourg Magnitogorsk |
| +024, | Artour Kaïoumov       | Attaquant      | Lokomotiv Iaroslavl     |

## Entraîneurs par compétition

### Jeux olympiques
1. Viktor Tikhonov, 1994
2. Vladimir Iourzinov, 1998
3. Viatcheslav Fetissov, 2002
4. Vladimir Krikounov, 2006
5. Viatcheslav Bykov, 2010
6. Zinetoula Bilialetdinov, 2014
7. Oļegs Znaroks, 2018
8. Alekseï Jamnov, 2022

### Coupe du monde
1. Boris Mikhaïlov, 1996
2. Zinetoula Bilialetdinov, 2004
3. Oļegs Znaroks, 2016

### Championnat du monde
1. Boris Mikhaïlov, 1993, 1994, 1995, 2001, 2002
2. Vladimir Vassiliev, 1996
3. Igor Dmitriev, 1997
4. Vladimir Iourzinov, 1998
5. Aleksandr Iakouchev, 1999, 2000
6. Vladimir Pliouchtchev, 2003
7. Viktor Tikhonov, 2004
8. Vladimir Krikounov, 2005, 2006
9. Viatcheslav Bykov, 2008, 2009, 2010, 2011
10. Zinetoula Bilialetdinov, 2012, 2013
11. Oļegs Znaroks, 2014, 2015, 2016, 2017
12. Ilia Vorobiov, 2018, 2019
13. Alekseï Koudachov, 2020
14. Valeri Braguine, 2021

## Résultats
Depuis la dislocation de l'URSS, la Russie participe aux différentes compétitions internationales sous ses propres couleurs.

### Jeux olympiques

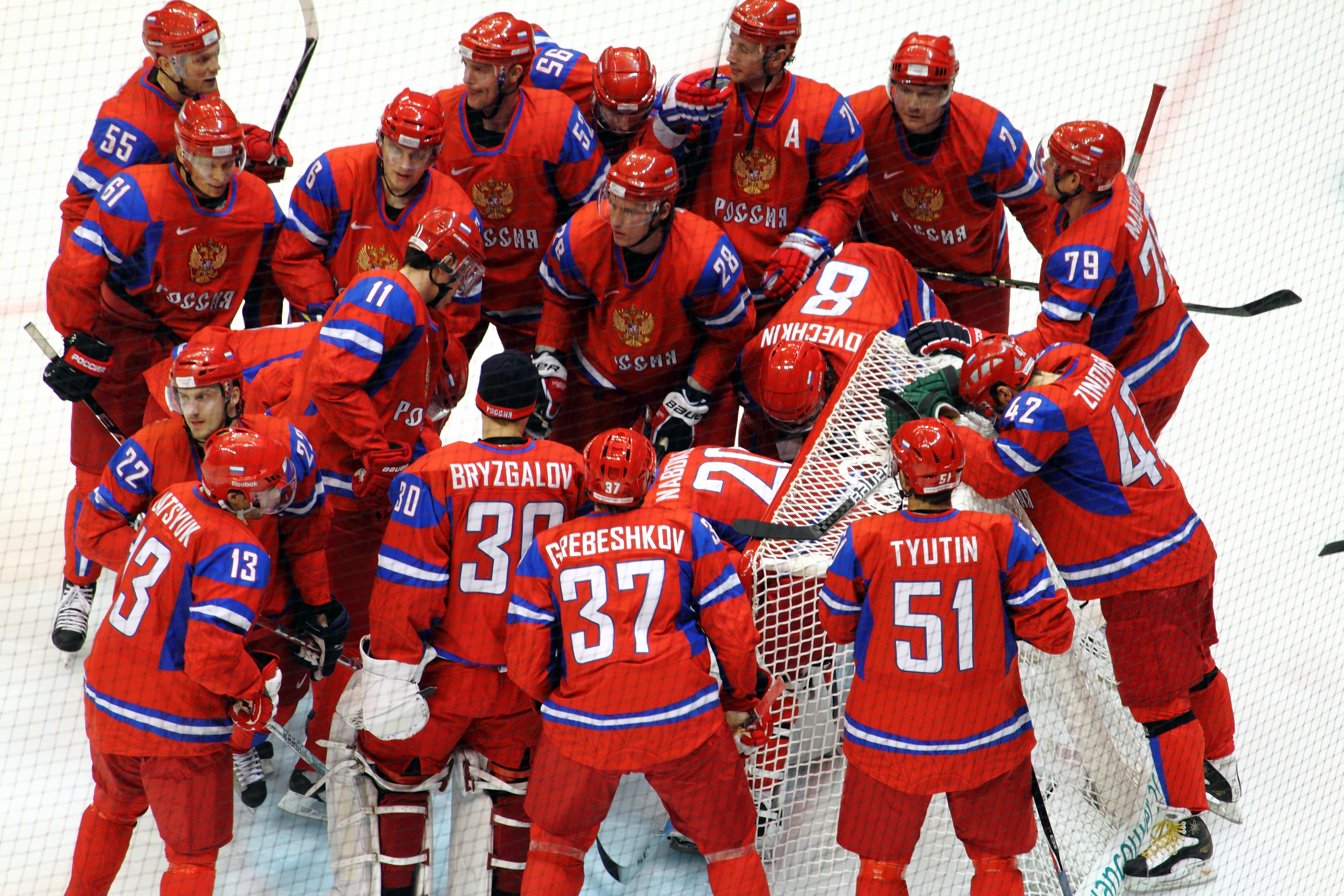
Contre la Lettonie aux Jeux Olympiques 2010.

Après les 8 titres glanés par l'URSS et l'équipe unifiée, la Russie remporte une médaille d'argent en 1998 à Nagano et une médaille de bronze en 2002 à Salt Lake City. En 2014, malgré l'organisation des Jeux olympiques en Russie, l'équipe est éliminée en quart de finale par la sélection finlandaise et ne termine qu'à la 5e place.
Le 25 février 2018, aux JO de Pyeongchang, jouant sous bannière olympique et sous l'appellation OAR « Olympic Athletes of Russia » soit en français « Athlètes olympiques de Russie », les Russes retrouvent l'or olympique en battant la sélection allemande en finale sur le score de 4 à 3. Ils remportent leur première médaille d'or depuis les Jeux d'Albertville en 1992. Cette victoire est acquise après prolongation grâce à un but de Kirill Kaprizov. En l'absence de joueurs de la LNH, la sélection russe est composée de joueurs issus de la KHL, plus particulièrement des clubs du SKA Saint-Pétersbourg et du CSKA Moscou. À l'issue du tournoi, l'attaquant russe Ilia Kovalchouk est élu meilleur joueur. L'IIHF a ensuite comptabilisé cette victoire dans les résultats de l'équipe de Russie pour établir son classement mondial.
- 1994 - 4e place
- 1998 -
- 2002 -
- 2006 - 4e place
- 2010 - 6e place
- 2014 - 5e place
- 2018 -  (OAR)
- 2022 -  (ROC)

### Coupe du monde
La Coupe du monde remplace la Coupe Canada à partir de 1996, la Russie participe donc dès la première édition de cette nouvelle formule.
- 1996 - Éliminée en demi-finale
- 2004 - Éliminée en quart-de-finale
- 2016 - Éliminée en demi-finale

### Coupe des nations
- 1992 -  Médaille d'or
- 1993 -  Médaille d'or
- 1994-2016 - Ne participe pas
- 2017 -  Médaille d'or

### Championnats du monde
| Année | Résultat CM                   | Résultat U20       | Résultat U18                  |
| ----- | ----------------------------- | ------------------ | ----------------------------- |
| 1992  | 5e place                      |                    |                               |
| 1993  | Médaille d'or                 | 6e place           |                               |
| 1994  | 5e place                      | Médaille de bronze |                               |
| 1995  | 5e place                      | Médaille d'argent  |                               |
| 1996  | 4e place                      | Médaille de bronze |                               |
| 1997  | 4e place                      | Médaille de bronze |                               |
| 1998  | 5e place                      | Médaille d'argent  |                               |
| 1999  | 5e place                      | Médaille d'or      | 6e place                      |
| 2000  | 11e place                     | Médaille d'argent  | Médaille d'argent             |
| 2001  | 6e place                      | 7e place           | Médaille d'or                 |
| 2002  | Médaille d'argent             | Médaille d'or      | Médaille d'argent             |
| 2003  | 6e place                      | Médaille d'or      | Médaille de bronze            |
| 2004  | 10e place                     | 5e place           | Médaille d'or                 |
| 2005  | Médaille de bronze            | Médaille d'argent  | 5e place                      |
| 2006  | 5e place                      | Médaille d'argent  | 5e place                      |
| 2007  | Médaille de bronze            | Médaille d'argent  | Médaille d'or                 |
| 2008  | Médaille d'or                 | Médaille de bronze | Médaille d'argent             |
| 2009  | Médaille d'or                 | Médaille de bronze | Médaille d'argent             |
| 2010  | Médaille d'argent             | 6e place           | 4e place                      |
| 2011  | 4e place                      | Médaille d'or      | Médaille de bronze            |
| 2012  | Médaille d'or                 | Médaille d'argent  | 5e place                      |
| 2013  | 6e place                      | Médaille de bronze | 4e place                      |
| 2014  | Médaille d'or                 | Médaille de bronze | 5e place                      |
| 2015  | Médaille d'argent             | Médaille d'argent  | 5e place                      |
| 2016  | Médaille de bronze            | Médaille d'argent  | 6e place                      |
| 2017  | Médaille de bronze            | Médaille de bronze | Médaille de bronze            |
| 2018  | 6e place                      | 5e place           | 6e place                      |
| 2019  | Médaille de bronze            | Médaille de bronze | Médaille d'argent             |
| 2020  | Annulé (pandémie de Covid-19) | Médaille d'argent  | Annulé (pandémie de Covid-19) |
| 2021  | 5e place                      | 4e place           | Médaille d'argent             |
| 2022  | Suspendu                      | Suspendu           | Suspendu                      |
| 2023  | Suspendu                      | Suspendu           | Suspendu                      |
| 2024  | Suspendu                      | Suspendu           | Suspendu                      |
| 2025  | Suspendu                      | Suspendu           | Suspendu                      |

### Championnats d'Europe junior
- 1992 -
- 1993 -
- 1994 -
- 1995 - 4e place
- 1996 -
- 1997 - 4e place
- 1998 -

## Classement mondial
| Année     | Rang | Points | Progression |
| --------- | ---- | ------ | ----------- |
| 2003      | 6    | 3 480  |             |
| 2004      | 7    | 3 105  | -1          |
| 2005      | 5    | 2 915  | +2          |
| Mai 2006  | 5    | 3 725  | ±0          |
| 2007      | 5    | 3 535  | ±0          |
| 2008      | 2    | 3 400  | +3          |
| 2009      | 1    | 3 200  | +1          |
| Fév. 2010 | 2    | 3 965  | -1          |
| Mai 2010  | 1    | 3 980  | +1          |
| 2011      | 1    | 3 650  | ±0          |

| Année        | Rang | Points | Progression |
| ------------ | ---- | ------ | ----------- |
| 2012         | 1    | 3 425  | ±0          |
| 2013         | 3    | 3 040  | -2          |
| Fév. 2014    | 4    | 3 840  | -1          |
| Mai 2014     | 3    | 3 915  | +1          |
| 2015         | 2    | 3 675  | +2          |
| 2016         | 2    | 3 380  | ±0          |
| 2017         | 2    | 3 105  | ±0          |
| février 2018 | 2    | 4 040  | ±0          |
| Mai 2018     | 3    | 3 930  | -1          |
| 2019         | 2    | 3 640  | +2          |
| 2020         | 2    | 3 400  | ±0          |
| 2021         | 3    | 3 050  | -1          |

Note :  Promue ;  Reléguée